# Plameňák chilský
Plameňák chilský (Phoenicopterus chilensis) je jihoamerický druh plameňáka. Je o trochu menší než plameňák růžový (délka těla 100–120 cm), s více než z poloviny černým zobákem a béžovošedýma nohama s kontrastními červenými koleny a prsty. Často má také růžovější nádech peří. V Evropě je držen v několika chovech, někde se lze setkat i s volně létajícími ptáky.

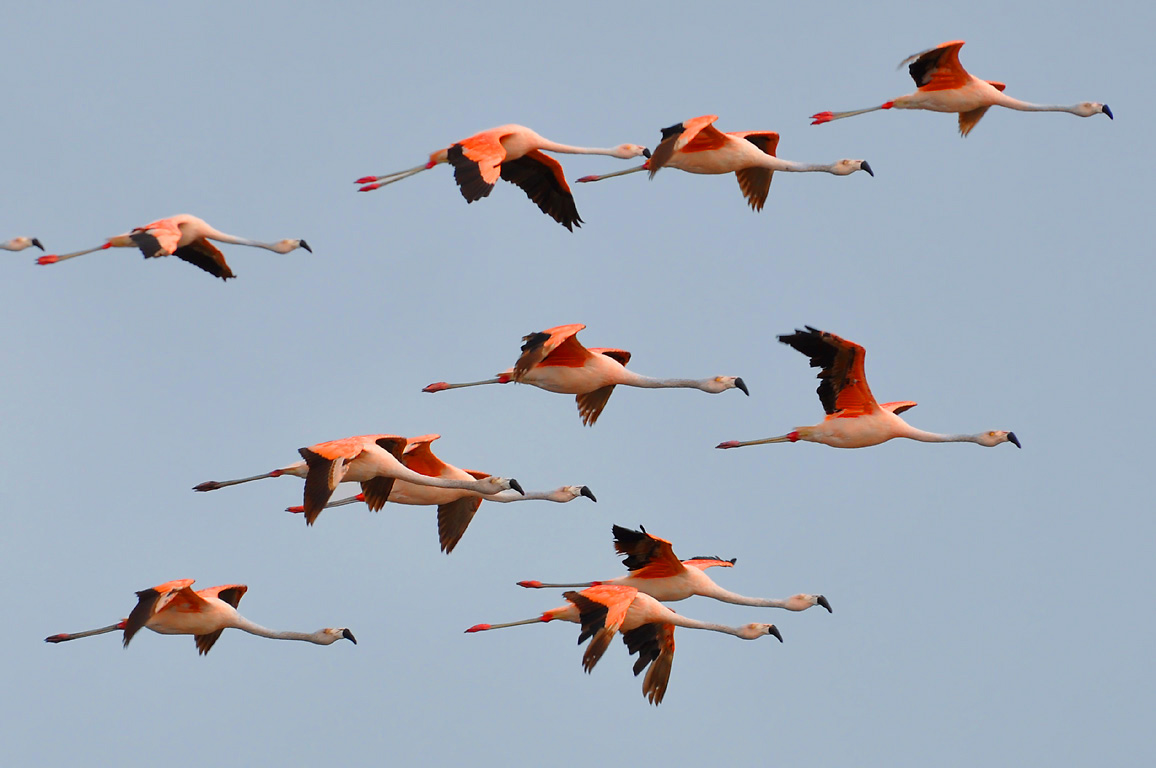
Hejno letících plameňáků chilských

 Plameňáci se živí menšími bezobratlými.

## Chov v zoo
Plameňák chilský je chován v přibližně 160 evropských zoo, a je tak v Evropě po plameňáku růžovém druhým nejčastěji chovaným druhem plameňáka. V Česku je však chován jen ve dvou zoo: Zoo Plzeň a Zoo Praha. Na Slovensku je tento druh k vidění v Zoo Bojnice a Zoo Košice.

### Chov v Zoo Praha
První jedinci tohoto druhu byli dovezeni do Zoo Praha v 80. letech 20. století. První odchov byl zaznamenán v roce 1986. Ke konci roku 2017 bylo chováno 94 jedinců.
Tento druh je k vidění v dolní části zoo v expozičním celku Vodní svět a opičí ostrovy.